# Liste der nach dem Putschversuch 2016 in der Türkei verbotenen Medien
Die Liste nach dem Putschversuch 2016 verbotener türkischer Medien enthält alle entsprechenden Maßnahmen gegen Nachrichten- und Presseagenturen, Fernsehsender und Hörfunkprogramme. Sie sind Teil der Maßnahmen nach dem Putschversuch in der Türkei 2016, zu deren Zielen u. a. die Einschränkung der Pressefreiheit in der Türkei gehörte. Nicht erfasst sind die Inhaftierungen von Journalisten.

## Überblick
Nach dem Putschversuch vom Juli 2016 erließ der der Ministerrat unter Vorsitz von Präsident Recep Tayyip Erdoğan am 27. Juli 2016 das Notstandsdekret Nr. 668, mit dem zahlreiche Medien geschlossen wurden. Betraf die erste Schließungswelle noch Medien, die im Verdacht standen, zur Gülen-Bewegung zu gehören oder dieser nahezustehen, wurden im Folgenden auch Medien geschlossen, die als prokurdisch bzw. PKK-nah galten. Zudem wurden auch kleinere linke Medien geschlossen. Der Firmenbesitz (Immobilien, Inventar usw.) wurde an die Staatliche Treuhandanstalt TMSF übergeben und später von dieser veräußert.
Eine „individuelle“, also konkrete Begründung gab es nicht, folglich auch kein konkreter Schuldnachweis. So hieß es im Notstandsdekret Nr. 668: „Die im Anhang unter Liste Nr. 2 aufgeführten Radio- und Fernsehsender wurden geschlossen.“ Und: „Die im Anhang unter Liste Nr. 3 aufgeführten Zeitungen und Zeitschriften sowie Verlage und Vertriebskanäle wurden geschlossen.“ Auf dieselbe Weise, also ohne konkrete Begründung, wurden später einige geschlossenen Medien wieder zugelassen, hauptsächlich lokale bzw. regionale Zeitungen und Radiosender.
Die per Notstandsdekret geschlossenen Zeitungen Bugün, Millet und Today’s Zaman waren bereits Ende 2015 bzw. Anfang unter staatliche Zwangsverwaltung gestellt worden und hatten zum Zeitpunkt ihrer Schließung ihr Erscheinen bereits eingestellt. Die Zeitung Zaman erschien zu diesem Zeitpunkt bereits unter der Leitung staatlicher Zwangsverwalter, ebenso die Nachrichtenagentur Cihan.
Bei folgenden geschlossenen Medien handelte es sich um Nachfolger von Publikationen, deren Vorgänger bereits per Notstandsdekret geschlossen worden waren: Özgür Gündem – Özgürlükçü Demokrasi; Azadiya Welat –Rojava Medya – Welat; Dicle Haber Ajansı – Dihaber; JINHA – Gazete Şûjin.
Auf Grundlage der unter Einzelne Maßnahmen aufgeführten Maßnahmen und den dort genannten Quellen, ohne Berücksichtigung der wieder zugelassenen Medien, aber unter Berücksichtigung von Folgeverboten ergibt sich folgende Überblicksliste:
| Art                                   | 2016 | 2017 | 2018 | Gesamt |
| ------------------------------------- | ---- | ---- | ---- | ------ |
| Nachrichtenagenturen                  | 5    | 2    | 0    | 7      |
| Zeitungen (Überregional)              | 11   | 1    | 2    | 14     |
| Zeitungen (Regional/Lokal)            | 34   | 3    | 1    | 38     |
| Fernsehsender (Überregional & Lokal)  | 27   | 2    | 2    | 31     |
| Radiostationen (Überregional & Lokal) | 31   | 0    | 1    | 32     |
| Zeitschriften                         | 19   | 1    | 0    | 20     |
| Verlags- und Vertriebshäuser          | 28   | 0    | 0    | 28     |
| Summe                                 | 155  | 9    | 6    | 170    |

## Internetsperren
Mit der Schließung der betreffenden Medien wurden auch deren Internetseiten geschlossen. Zudem wurde der Zugang zu diversen Internetseiten, darunter zu Nachrichtenportalen, gesperrt. Dazu gehört auch der Zugang zur türkischsprachigen Wikipedia, der am zum 30. April 2017 gesperrt wurde. Die Internetsperren bleiben in dieser Liste unberücksichtigt.

## Einzelne Maßnahmen

### 27. Juli 2016
Mit dem Notstandsdekret Nr. 668 wurden nachfolgende Medien geschlossen. Diese Liste bestand ausschließlich aus Medien, denen vorgehalten wurde, zur Gülen-Bewegung zu gehören oder dieser nahezustehen.
Das Verbot umfasste drei Nachrichtenagenturen, neun überregionale Tageszeitungen, 16 Fernsehsender, 28 Verlagshäuser, 36 Lokal- bzw. Regionalzeitungen, 15 Zeitschriften und 23 Radiosender.
Einige (16 von 130) wurden mit späteren Dekreten wieder zugelassen. Diese stehen hier kursiv und in Klammern.
Nachrichtenagenturen
1. Cihan Haber Ajansı
2. Muhabir Haber Ajansı
3. SEM Haber Ajansı

Überregionale Tageszeitungen
1. Millet
2. Bugün
3. Meydan
4. Özgür Düşünce
5. Taraf
6. Yarına Bakış
7. Yeni Hayat
8. Zaman
9. Today’s Zaman

Fernsehsender
1. Barış TV
2. Bugün TV
3. Can Erzincan TV
4. Dünya TV
5. Hira TV
6. Irmak TV
7. Kanal 124
8. Kanaltürk
9. MC TV
10. Mehtap TV
11. Merkür TV
12. Samanyolu Haber
13. Samanyolu TV
14. (SRT TV)
15. Tuna Shopping TV
16. Yumurcak TV

Verlags- und Vertriebshäuser
1. Altınburç
2. Burak Basın Yayın Dağıtım
3. Define
4. Dolunay Eğitim Yayın Dağıtım
5. Giresun Basın Yayın Dağıtım
6. Gonca
7. Gülyurdu
8. GYV
9. Işık Akademi
10. Işık Özel Eğitim
11. İklim Basın Yayın Pazarlama
12. Kaydırak
13. Kaynak
14. Kervan Basın Yayıncılık
15. Kuşak
16. Muştu
17. Nil
18. Rehber
19. Sürat Basım Yayın Reklamcılık Eğitim Araçları
20. Sütun
21. Şahdamar
22. Ufuk Basın Yayın Haber Ajans Pazarlama
23. Ufuk
24. Waşanxaneya Nil
25. Yay Basın Dağıtım
26. Yeni Akademi
27. Yitik Hazine
28. Zambak Basın Yayın Eğitim Turizm

Lokale/Regionale Zeitungen
1. Adana Haber, Adana
2. Adana Medya, Adana
3. Akdeniz Türk, Adana-Seyhan
4. (Şuhut’un Sesi), Afyonkarahisar-Şuhut
5. (Kurtuluş), Afyonkarahisar
6. (Lider), Afyonkarahisar
7. (İscehisar Durum), Afyonkarahisar-İscehisar
8. (Afyon Türkeli), Afyonkarahisar
9. Antalya Gazetesi, Antalya
10. Yerel Bakış, Aydın
11. Nazar, Aydın
12. (Batman Gazetesi), Batman
13. Batman Postası, Batman
14. Batman Doğuş, Batman
15. (Bingöl Olay), Bingöl
16. İrade, Hatay
17. İskenderun Olay, İskenderun
18. Ekonomi, İstanbul
19. (Ege’de Son Söz), İzmir
20. Demokrat Gebze, Kocaeli-Gebze
21. Kocaeli Manşet, Kocaeli
22. Bizim Kocaeli, Kocaeli
23. Haber Kütahya, Kütahya
24. Gediz, Kütahya-Gediz
25. (Zafer), Kütahya
26. (Hisar), Kütahya-Hisarcık
27. Turgutlu, Manisa-Turgutlu
28. Milas Feza, Muğla-Milas
29. (Türkiye’de Yeni Yıldız), Niğde
30. (Hakikat), Sivas
31. Urfa Haber Ajansı, Şanlıurfa
32. Ajans 11, Şanlıurfa
33. Yeni Emek, Tekirdağ
34. Banaz Postası, Uşak-Banaz
35. Son Nokta, Uşak
36. Merkür Haber, Van

Zeitschriften
1. Akademik Araştırmalar
2. Aksiyon
3. Asya Pasifik
4. Bisiklet Çocuk
5. Diyalog Avrasya
6. Ekolife
7. Ekoloji
8. Fountain
9. Gonca
10. Gül Yaprağı
11. Nokta
12. Sızıntı
13. Yağmur
14. Yeni Ümit
15. Zirve

Radiostationen
1. Aksaray Mavi
2. Aktüel
3. Berfin
4. Burç FM
5. Cihan Radyo
6. Dünya Radyo
7. Esra
8. Haber Radyo Ege
9. Herkül
10. Jest
11. Kanaltürk Radyo
12. (Radyo 59)
13. Radyo Aile Rehberi
14. Radyo Bamteli
15. Radyo Cihan
16. Radyo Fıkıh
17. Radyo Küre
18. Radyo Mehtap
19. Radyo Nur
20. Radyo Şemşik
21. Samanyolu Haber Radyo
22. (Radio Umut Antalya)
23. (Yağmur FM)

### 16. August 2016
Mit dem Urteil des 8. Istanbuler Amtsgerichts wurden nachfolgende Medien vorläufig geschlossen. Beide Zeitungen galten als prokurdisch oder, je nach Lesart, der PKK nahestehend. Ihr endgültiges Verbot erfolgte mit dem Notstandsdekret vom 29. Oktober 2016.
Zeitungen
1. Azadiya Welat
2. Özgür Gündem

### 29. September 2016
Nachfolgende Sender wurden per Erlass des Oberster Rundfunk- und Fernsehrats RTÜK verboten. Die meisten dieser Sender galten als prokurdisch bzw. PKK-nah oder sendeten lediglich wie der Kinderkanal Zarok TV auf Kurdisch. Einige Sender gehörten auch zur sozialistischen Linken oder bedienten alevitische Einwohner der Türkei. Bei einigen der Fernsehsender und fast allen Radiostationen handelte es sich um regionale Sender.
| Fernsehsender 1. Azadi TV 2. Birlik TV 3. Denge TV 4. Hayatın Sesi TV 5. İMC TV 6. Jiyan TV 7. Mezopotamya TV 8. Özgür Gün TV 9. TV10 10. Van Genç TV 11. Zarok TV 12. Govend TV | Radiostationen 1. Rengin Radyo 2. Özgür Radyo 3. Ses Radyo 4. Radyo Karacadağ 5. Özgür Güneş 6. Yön Radyo 7. Patnos FM 8. Dünya Radyo 9. Doğu Radyo 10. Gün Radyo |

### 29. Oktober 2016
Mit dem Notstandsdekret Nr. 675 vom 29. Oktober 2016 wurden zwei Nachrichtenagenturen, zwei überregionale Tageszeitungen, acht regionale Zeitungen und drei Zeitschriften verboten. Die meisten davon galten als prokurdisch oder sozialistisch. Einige dieser Medien wurden mit späteren Dekreten wiederzugelassen. Diese stehen hier kursiv und in Klammern.
| Nachrichtenagenturen 1. Dicle Haber Ajansı 2. JINHA Überregionale Tageszeitungen 1. Azadiya Welat 2. Özgür Gündem (Beide bereits per Gerichtsbeschluss vom 16. August 2016 eingestellt) Zeitschriften 1. Tiroji Dergisi 2. Evrensel Kültür Dergisi 3. Özgürlük Dünyası | Lokale/Regionale Tageszeitungen 1. Yüksekova Haber, Yüksekova 2. (Batman Çağdaş Gazetesi), Batman 3. Cizre Postası, Cizre 4. (İdil Haber) İdil 5. Güney Expres, Şırnak 6. (Prestij Haber), Van 7. (Urfanatik Gazetesi), Şanlıurfa 8. (Kızıltepe’nin Sesi), Kızıltepe |

### 22. November 2016
Mit dem Notstandsdekret Nr. 677 vom 22. November 2016 wurden eine Zeitschrift, ein Radiosender sowie sieben Lokal-/Regionalzeitungen geschlossen. Hierbei handelte es sich zumeist um angeblich Gülen-nahe Medien.
| Radiostationen 1. Batman FM, Batman Zeitschriften 1. Haberexen Dergisi, Samsun | Lokal-/Regionalzeitungen 1. Ekspres Gazetesi, Adana 2. Türkiye Manşet Gazetesi Çorum 3. Dağyeli Gazetesi, Hatay 4. Akis Gazetesi, Kütahya 5. İpekyolu Gazetesi, Ordu 6. Son dakika Gazetesi, İzmir 7. Yedigün Gazetesi, Ankara |

### 23. Januar 2017
Mit dem Notstandsdekret Nr. 683 vom 23. Januar 2017 wurden zwei Fernsehsender geschlossen. Der Sender On14 TV galt als Sprachrohr der religiösen Minderheit der Dschaʿfarīya.
Fernsehsender
1. On14 TV
2. Kanal 12

### 29. April 2017
Mit dem Notstandsdekret Nr. 689 vom 29. April 2017 wurden eine Lokalzeitung sowie eine Zeitschrift, die als Organ der DHKP-C galt, geschlossen.
Zeitschriften
1. Yürüyüş

Lokal-/Regionalzeitungen
1. Van İpekyolu Haber Gazetesi, Van

### 25. August 2017
Mit dem Notstandsdekret Nr. 693 vom 25. August 2017 wurden eine Nachrichtenagentur und zwei Zeitungen geschlossen. In allen drei Fällen handelte es sich um Nachfolger bereits zuvor per Dekret geschlossener prokurdischer Medien.
Nachrichtenagenturen
1. Dihaber (Nachfolger von Dicle Haber Ajansı)
2. Gazete Şûjin (Nachfolger von JINHA)

Überregionale Zeitungen
1. Rojava Medya (Nachfolger von Azadiya Welat)

### 24. Dezember 2017
Mit dem Notstandsdekret Nr. 695 vom 24. Dezember 2017 wurden zwei Regional-/Lokalzeitungen geschlossen.
Lokal-/Regionalzeitungen
1. Akdeniz Gazetesi, Isparta
2. Çınaraltı Gazetesi, Isparta

### 12. Januar 2018
Mit dem Notstandsdekret Nr. 697 vom 12. Januar 2018 wurden folgende Medien geschlossen.
Fernsehsender
1. YEK TV

Radiostationen
1. Hatmar FM

### 8. Juli 2018
Mit dem Notstandsdekret Nr. 701 vom 8. Juli 2018 wurden folgende Medien geschlossen.
Überregionale Zeitungen
1. Özgürlükçü Demokrasi (Nachfolger von Özgür Gündem)
2. Welat (Nachfolger von Rojava Medya bzw. Azadiya Welat)

Lokale-/Regionale Zeitungen
1. Halkın Nabzı, Istanbul

Fernsehsender
1. Avantaj TV

### 23. Oktober 2023
Mit dem Notstandsdekret Nr. 2638 vom 23. Oktober 2023 wurden folgende Medien geschlossen.
Überregionale Zeitungen
1. Avrupa Haber

## Wieder zugelassene Medien
| Fernsehsender 1. SRT TV Radiostationen 1. Radio Umut Antalya 2. Yağmur FM 3. Radyo 59 | Lokale/Regionale Zeitungen 1. Kurtuluş, Afyonkarahisar 2. Lider, Afyonkarahisar 3. İscehisar Durum, Afyonkarahisar-İscehisar 4. Bingöl Olay, Bingöl 5. Ege’de Son Söz, İzmir 6. Hakikat, Sivas 7. Şuhut’un Sesi, Afyonkarahisar-Şuhut 8. Afyon Türkeli, Afyonkarahisar 9. Batman Gazetesi, Batman 10. Zafer, Kütahya 11. Hisar, Kütahya-Hisarcık 12. Türkiye’de Yeni Yıldız, Niğde 13. Batman Çağdaş Gazetesi, Batman 14. İdil Haber, İdil 15. Prestij Haber, Van 16. Urfanatik Gazetesi, Şanlıurfa 17. Kızıltepe’nin Sesi, Kızıltepe |